# Захаби, Айманн
Айманн Захаби (род. 19 ноября 1987, Лаваль, Квебек, Канада) — канадский боец смешанных боевых искусств (ММА), выступающий в легчайшей весовой категории под эгидой UFC. Айманн — младший брат главного тренера Tristar Gym Фираса Захаби. Занимает 10 строчку официального рейтинга UFC в легчайшем весе.

## Карьера

### Ранняя карьера
До прихода в UFC Захаби имел рекорд 6-0, причем все его победы были одержаны досрочно в первом раунде.

### Ultimate Fighting Championship
Захаби дебютировал на UFC Fight Night: Lewis vs. Browne против Реджинальдо Виейры. Он выиграл бой единогласным решением судей. 
В своем втором бою за промоушен Захаби встретился с Рикардо Рамосом 4 ноября 2017 года на UFC 217. Он проиграл бой нокаутом в третьем раунде. 
Захаби встретился с Винсом Моралесом 4 мая 2019 года на турнире UFC Fight Night 151. Он проиграл бой единогласным решением судей. 
Ожидалось, что Захаби встретится с новичком промоушена Драко Родригесом 19 декабря 2020 года на турнире UFC Fight Night 183. Однако Захаби сдал положительный тест на COVID-19 , и бой был отменен, а замену Драко искать не стали. Пара была перенесена на турнир UFC Fight Night 185 20 февраля 2021 года. На взвешивании Родригес весил 140,5 фунтов, что на четыре с половиной фунта больше лимита для боя без титула в легчайшем весе. Он был оштрафован на 30% от своего гонорара, который достался его противнику Захаби, и бой продолжился в промежуточном весе. Захаби выиграл бой нокаутом в первом раунде. Эта победа принесла ему бонус «Выступление вечера».
Захаби встретился с победителем The Ultimate Fighter 29 в легчайшем весе Рики Турсиосом 9 июля 2022 года на турнире UFC on ESPN 39. Он выиграл бой единогласным решением судей. 
Захаби встретился с Аори Циленгом 10 июня 2023 года на турнире UFC 289. Он выиграл бой нокаутом в первом раунде. 
Захаби встретился с Джавидом Башаратом 2 марта 2024 года на турнире UFC Fight Night 238. Он выиграл бой единогласным решением судей.
Захаби должен был встретиться с Маркусом МакГи 7 сентября 2024 года на турнире UFC Fight Night 242. Однако Захаби отказался от боя, и поэтому бой был отменен. 
Захаби встретился с Педро Муньосом 2 ноября 2024 года на турнире UFC Fight Night 246. Он выиграл бой единогласным решением судей. 
Захаби должен встретиться с бывшим двукратным чемпионом UFC в полулегком весе Жозе Альдо 15 мая 2025 года на турнире UFC 315.

## Статистика в смешанных единоборствах
| Боёв 15  | Побед 13 | Поражений 2 |
| -------- | -------- | ----------- |
| Нокаутом | 6        | 1           |
| Сдачей   | 2        | 0           |
| Решением | 5        | 1           |

| Результат | Рекорд | Соперник              | Способ                        | Турнир                                  | Дата             | Раунд | Время | Место                                  | Примечание                                                                      |
| --------- | ------ | --------------------- | ----------------------------- | --------------------------------------- | ---------------- | ----- | ----- | -------------------------------------- | ------------------------------------------------------------------------------- |
| Победа    | 13-2   | Жозе Алду             | Единогласное решение          | UFC 315                                 | 10 мая 2025      | 3     | 5:00  | Монреаль, Квебек, Канада               | Дебют в полулёгком весе                                                         |
| Победа    | 12–2   | Pedro Munhoz          | Decision (unanimous)          | UFC Fight Night: Moreno vs. Albazi      | 2 ноября 2024    | 3     | 5:00  | Edmonton, Alberta, Canada              |                                                                                 |
| Победа    | 11–2   | Javid Basharat        | Decision (unanimous)          | UFC Fight Night: Rozenstruik vs. Gaziev | 2 марта 2024     | 3     | 5:00  | Las Vegas, Nevada, United States       |                                                                                 |
| Победа    | 10–2   | Aori Qileng           | KO (punches)                  | UFC 289                                 | 10 июня 2023     | 1     | 1:04  | Vancouver, British Columbia, Canada    |                                                                                 |
| Победа    | 9–2    | Ricky Turcios         | Decision (unanimous)          | UFC on ESPN: dos Anjos vs. Fiziev       | 9 июля 2022      | 3     | 5:00  | Las Vegas, Nevada, United States       |                                                                                 |
| Победа    | 8–2    | Drako Rodriguez       | KO (punch)                    | UFC Fight Night: Blaydes vs. Lewis      | февраля 20, 2021 | 1     | 3:05  | Las Vegas, Nevada, United States       | Catchweight (140.5 lb) bout; Rodriguez missed weight. Performance of the Night. |
| Поражение | 7–2    | Vince Morales         | Decision (unanimous)          | UFC Fight Night: Iaquinta vs. Cowboy    | 4 мая 2019       | 3     | 5:00  | Ottawa, Ontario, Canada                |                                                                                 |
| Поражение | 7–1    | Ricardo Ramos         | KO (spinning elbow)           | UFC 217                                 | 4 ноября 2017    | 3     | 1:58  | New York City, New York, United States |                                                                                 |
| Победа    | 7–0    | Reginaldo Vieira      | Decision (unanimous)          | UFC Fight Night: Lewis vs. Browne       | 19 февраля 2017  | 3     | 5:00  | Halifax, Nova Scotia, Canada           |                                                                                 |
| Победа    | 6–0    | Kyle Oliveira         | TKO (knee injury)             | Prestige FC 2                           | 12 марта 2016    | 1     | 2:17  | Regina, Saskatchewan, Canada           |                                                                                 |
| Победа    | 5–0    | Jeremy Dichiara       | TKO (punches)                 | Hybrid Pro Series 4                     | 17 октября 2015  | 1     | 0:18  | Montreal, Quebec, Canada               |                                                                                 |
| Победа    | 4–0    | Scott Farhat          | KO (punch)                    | Rivals MMA 1                            | 13 марта 2015    | 1     | 2:36  | Montreal, Quebec, Canada               |                                                                                 |
| Победа    | 3–0    | Wesley Bowman         | Submission (ankle lock)       | Hybrid Pro Series 2                     | 15 ноября 2014   | 1     | 4:40  | Gatineau, Quebec, Canada               |                                                                                 |
| Победа    | 2–0    | Phillip Deschambeault | Submission (rear-naked choke) | Wednesday Night Fights 1                | 5 марта 2014     | 1     | 2:33  | Montreal, Quebec, Canada               |                                                                                 |
| Победа    | 1–0    | Kyle Vivian           | TKO (submission to punches)   | SLAMM 1                                 | 30 ноября 2012   | 1     | 1:28  | Montreal, Quebec, Canada               | Bantamweight debut.                                                             |